# Mowinckel-Küste
Koordinaten: 54° 26′ S, 3° 26′ O
Die Mowinckel-Küste (norwegisch Mowinckelkysten) ist ein 4,0 km langer Küstenabschnitt im Osten der Bouvetinsel. Er liegt zwischen dem Kap Lollo im Norden und dem Kap Fie im Süden. Nach Nordwesten schließt sich die Victoria-Terrasse-Küste an, nach Südwesten die Vogt-Küste.
Wissenschaftler des Norwegischen Polarinstituts benannten sie 1980. Namensgeber ist der norwegische Reeder und Politiker Johan Ludwig Mowinckel (1870–1943), dreimaliger Ministerpräsident Norwegens.